# Salvador Durán
Salvador Durán Sánchez (Ciudad de México, 6 de mayo de 1985) es un piloto de automovilismo mexicano, actualmente inactivo.
El lugar de nacimiento de Chava es Cuernavaca, Morelos.

## Carrera

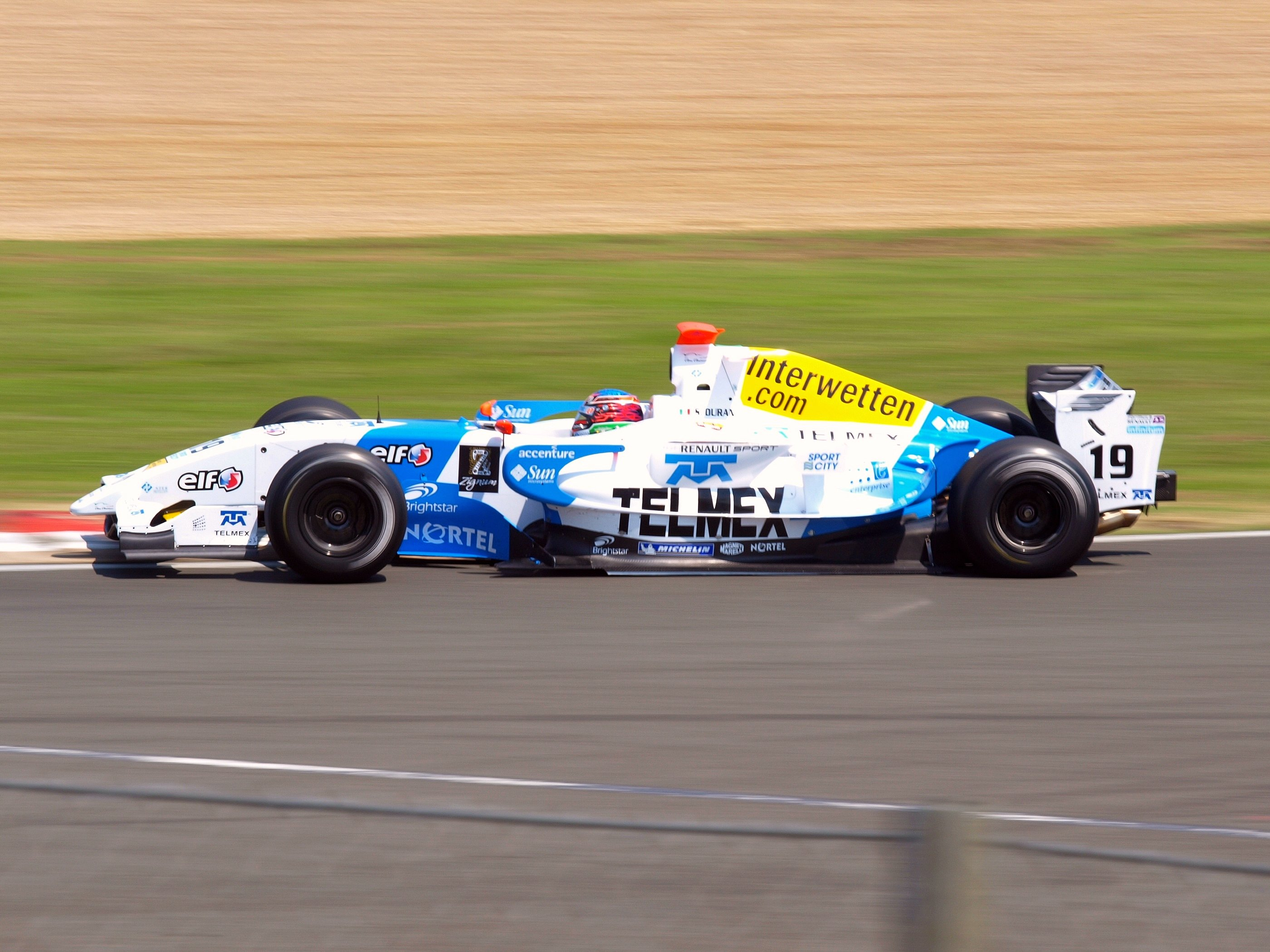
Durán pilotando en la Temporada 2008 de Fórmula Renault 3.5

### Inicios
Comienza su carrera en el karting en 2000. Luego en el 2002 logra el campeonato de la serie Shifter 125cc Nacional, esto le ayuda a ser seleccionado como piloto de la Escudería Telmex.
Ese mismo año tuvo un breve paso por la Fórmula Renault Nacional logrando ganar la carrera de Monterrey desde la pole como resultado más destacado. Pasa al Skip Barber Dodge National Championship de Norteamérica donde logra el vicecampeonato. Un año después corrió con el equipo Cram Competition en la Fórmula Renault Italiana, quedando octavo al final del campeonato, y en la Eurocopa de Fórmula Renault, donde finalizó 18º.

### Fórmula 3 Británica
En 2005 corrió en la Fórmula 3 Británica Clase Nacional, logrando 14 podios y 9 victorias para el equipo P1 Motorsport consiguiendo el Campeonato, imponiendo un nuevo récord en la historia de la categoría al sumar el mayor número de puntos (300), al superar la marca anterior impuesta por Adam Carroll (293 puntos); este récord fue superado recientemente por su compatriota Sergio Pérez en 2007 con 376 unidades. Lo cual a la postre le haría ganador del Premio Luchador Olmeca y nominado al Premio Nacional de Deportes por primera vez.
En 2006 ascendió a Fórmula 3 Británica Clase Campeonato, aunque ahora para el equipo Hitech Racing quedando décimo al finalizar el campeonato tras conseguir 54 puntos.

### A1 Grand Prix
Durán corrió ocho de las once fechas de la temporada 2005-06 del A1 Grand Prix para la selección de México. Obtuvo una doble victoria en Laguna Seca, y dos terceros puestos en Shanghái y Brands Hatch. Así, aportó la mayoría de los puntos del equipo, colocándolo en la 10.ª posición final.
En la temporada 2006-07 del A1 Grand Prix, Durán obtuvo cuatro podios y aportó todos los puntos para la selección de México, que se ubicó nuevamente en la 10.ª posición de campeonato. Fue nominado al premio Nacional de Deportes por segundo año ecutivo.
Durán disputó la primera fecha de la temporada 2007-08 del A1 Grand Prix en Zandvoort, obteniendo el cuarto puesto en ambas carreras. Tiempo después, corrió el segundo semestre de la temporada 2008-09, consiguiendo un tercer puesto, un cuarto y un sexto; sus puntos impulsaron a la selección de México a la 13.ª posición de campeonato.

### Fórmula Renault 3.5
Durán se incorporó a la Fórmula Renault 3.5 en 2007 con el equipo Interwetten.com. En su debut en esta categoría logró la victoria en la carrera sprint de Monza. Luego obtuvo un tercer puesto en la carrera principal de Mónaco, siendo fue el primer mexicano en subirse al podio en el Principado. Más tarde consiguió otros terceros puestos en la carrera sprint de Spa-Francorchamps y la carrera principal de Estoril. Al final logró la octava posición en la tabla de pilotos, consiguiendo 64 puntos.
En la temporada 2008 de la Fórmula Renault 3.5, el mexicano consiguió un triunfo en la carrera sprint de Silverstone, un segundo puesto, dos terceros y dos cuartos. De este modo, finalizó noveno en el campeonato.
El piloto disputó las últimas dos fechas de la temporada 2009 y la última fecha de 2010, nuevamente con Interwetten.com, sin obtener puntos.

### 24 Horas de Daytona

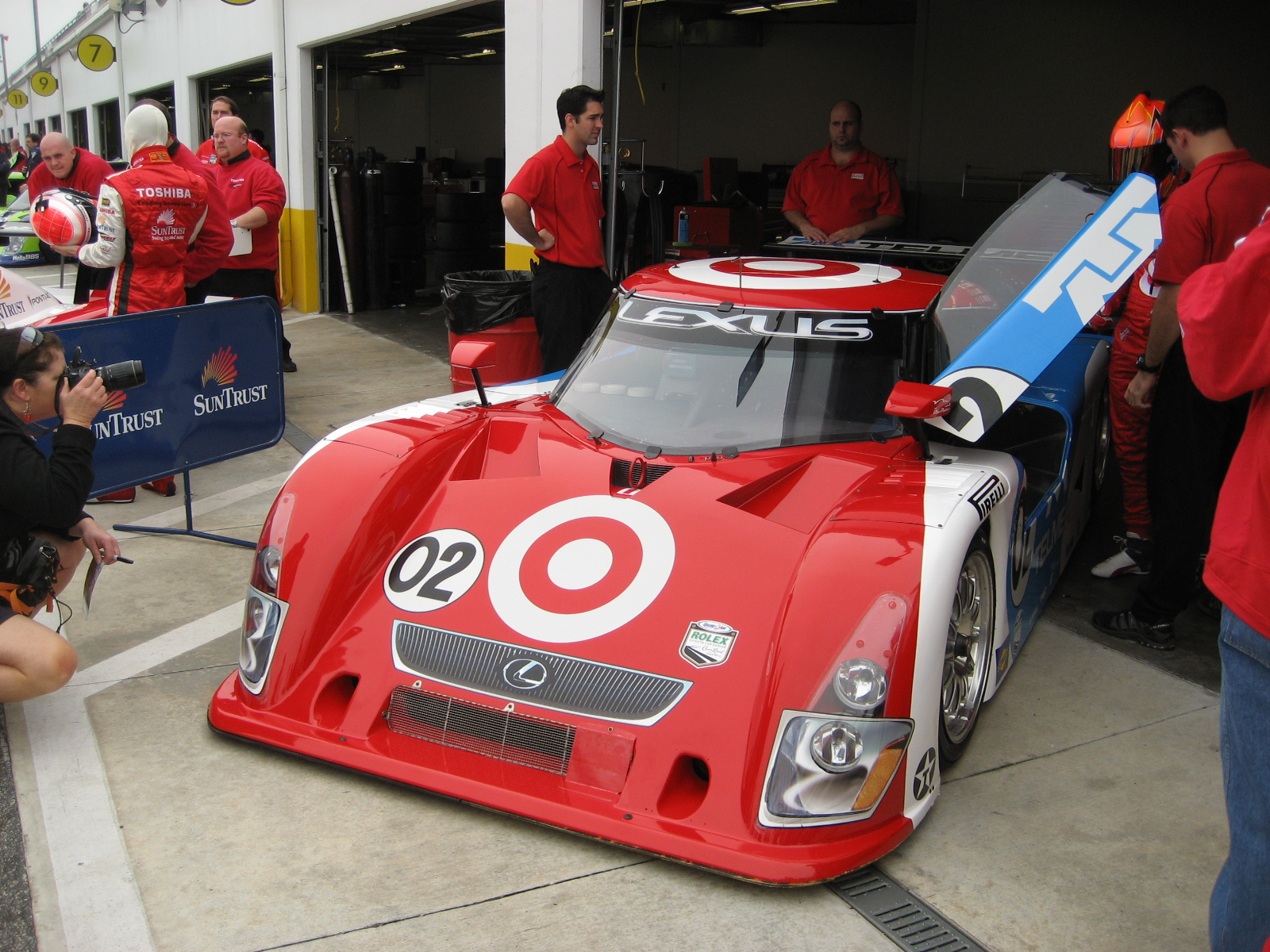
El auto No. 2 Riley-Lexus que Chava Durán compartió con Scott Dixon, Alex Lloyd y Dan Wheldon en las 24 Horas de Daytona de 2008

#### 2007
Para el año 2007 Salvador hizo historia al inscribir su nombre entre los ganadores de la clásica prueba de resistencia, Las 24 Horas de Daytona, al imponerse en la 46a edición de la misma, haciendo equipo con el colombiano y ex F1, Juan Pablo Montoya y con el estadounidense Scott Pruett máximo ganador de dicha prueba. Este triunfo es muy especial, ya que un mexicano no ganaba desde 1971, último año en que lo consiguió el mítico piloto mexicano, Pedro Rodríguez.

#### 2008
En 2008 de nuevo participa en Daytona con el equipo de Chip Ganassi Racing, pero en esta ocasión junto a Dan Wheldon, Alex Lloyd y Scott Dixon. Desgraciadamente para sus aspiraciones el automóvil 02 de Durán y sus compañeros tuvo que abandonar la prueba donde también un mexicano, Memo Rojas junto el estadounidense Scott Pruett, el colombiano Juan Pablo Montoya y el escocés Dario Franchitti obtuvieron el triunfo para el equipo de Chip Ganassi pero con el auto 01 del dicho equipo.

### NASCAR México
Durán disputó dos temporadas de la NASCAR México Series. En 2010 participó con el equipo de Marco Reyes, logrando dos terceros puestos y un noveno, ubicándose 23.º en el clasificador final. En 2012 como piloto de la Escudería Telmex, consiguió dos quintos puestos y un séptimo, por lo que resultó 15º en el campeonato.

### Fórmula E

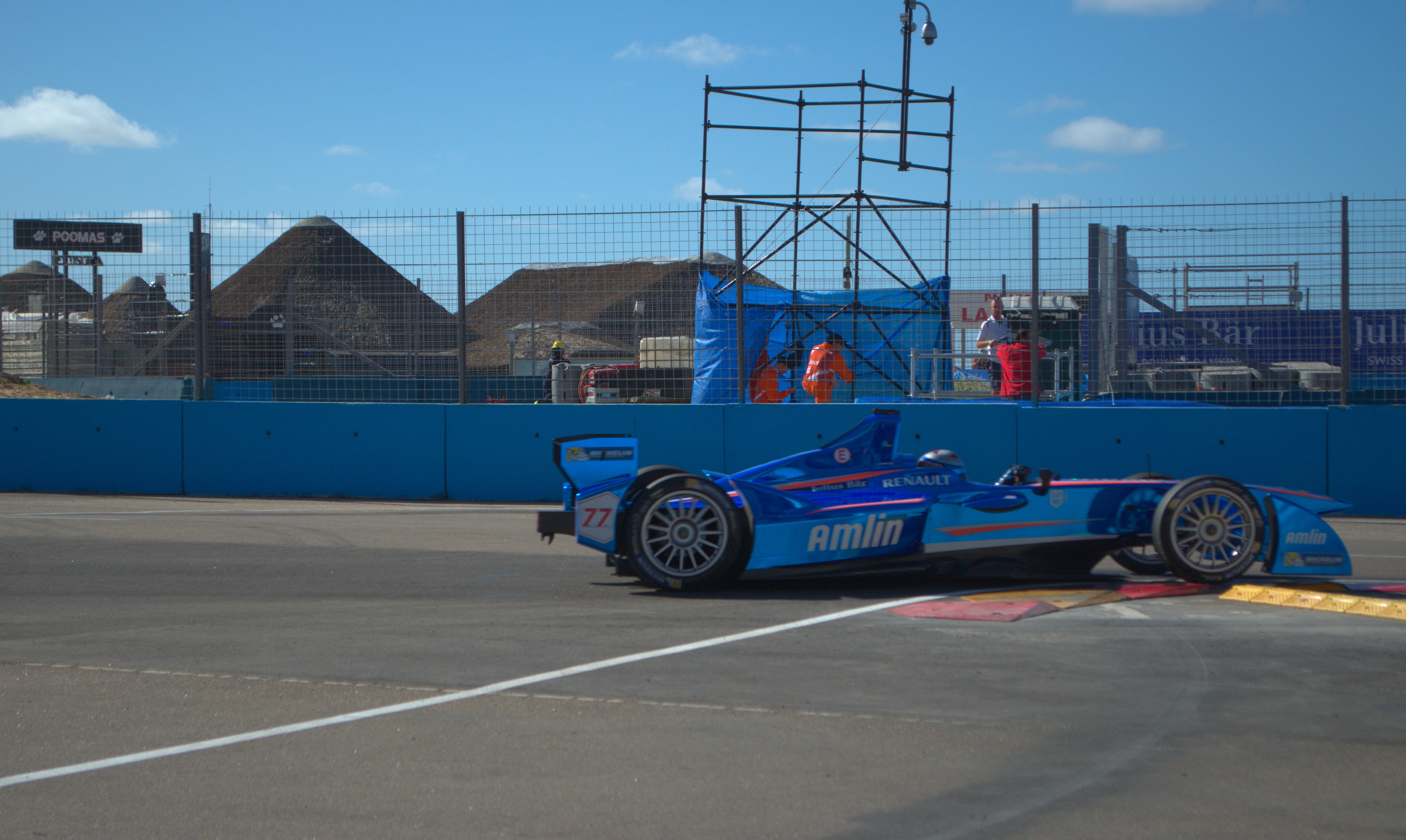
Durante la e-Prix de Punta del Este.

Durán retornó al automovilismo profesional en temporada inaugural de la Fórmula E, la 2014-15, Durán sería anunciado como piloto de Amlin Aguri, esto tras el reemplazo de su camperero Katherine Legge. Su primera carrera fue el e-Prix de Punta del Este, donde tuvo problemas de arranque con el segundo auto. En el e-Prix de Buenos Aires entró en las posiciones de puntos, sin embargo, fue excluido de la carrera por un mal cálculo de la potencia del motor. En el e-Prix de Miami, Durán  logró por fin obtener puntos, terminando en la décima plaza. El piloto mexicano ganó dos veces el FanBoost, el cual es otorgado por los fans previo a la carrera. Finalizó la temporada en la posición 21, siendo su mejor resultado un sexto lugar en Moscú. Finalmente consiguió un octavo puesto en la segunda carrera de Londres, que le permitió alcanzar el 13º puesto general.
En agosto de 2015, Salvador confirmó que estaría compitiendo en la segunda temporada del serial con el Equipo Trulli, mismo que fue disuelto tras las primeras tres carreras del campeonato (en las cuales no participó). Tras ello, Durán se integró nuevamente a Team Aguri, con quienes compitió en los grandes premios de Buenos Aires (donde abandonó), México y Long Beach. Para el ePrix de París, fue sustituido por el piloto chino Ma Qing Hua, que ocuparía su lugar por el resto de la temporada, finalizando la participación de Durán en el serial 2015-16 sin haber logrado puntuar.

## Resumen de carrera
| Temporada | Categoría                            | Equipo                    | Carreras          | Victorias         | Poles             | Puntos            | Pos.              |
| --------- | ------------------------------------ | ------------------------- | ----------------- | ----------------- | ----------------- | ----------------- | ----------------- |
| 2002      | Fórmula Renault Monza                | Fast Wheels Competition   | ?                 | ?                 | ?                 | 2                 | 25.º              |
| 2003      | Ford Mustang Championship México     | Telmex                    | ?                 | ?                 | ?                 | 0                 | NC                |
| 2003      | Campeonato Nacional de Fórmula Dodge | Skip Barber Racing School | 13                | 2                 | 5                 | 162               | 2.º               |
| 2003      | Barber Dodge Pro Series              | Skip Barber Racing School | 3                 | 0                 | 0                 | 17                | 21.º              |
| 2003      | North American Fran Am 2000          | GTI Formula Motorsports   | ?                 | ?                 | ?                 | 18                | 30.º              |
| 2004      | Fórmula Renault 2000 Italia          | Cram Competition          | 17                | 0                 | 0                 | 115               | 8.º               |
| 2004      | Eurocopa de Fórmula Renault 2000     | Cram Competition          | 15                | 0                 | 0                 | 20                | 18.º              |
| 2005      | Fórmula 3 Británica - Clase Nacional | P1 Motorsport             | 22                | 9                 | 9                 | 300               | 1.º               |
| 2005-06   | A1 Grand Prix                        | A1 Team México            | 16                | 2                 | 1                 | 59                | 10.º†             |
| 2006      | Fórmula 3 Británica                  | Hitech Racing             | 19                | 0                 | 0                 | 54                | 10.º              |
| 2006      | Masters de Fórmula 3                 | Hitech Racing             | 1                 | 0                 | 0                 | N/A               | 23.º              |
| 2006-07   | A1 Grand Prix                        | A1 Team México            | 18                | 0                 | 0                 | 35†               | 10.º†             |
| 2007      | Rolex Sports Car Series - DP         | Chip Ganassi Racing       | 2                 | 1                 | 0                 | 57                | 45.º              |
| 2007      | Fórmula Renault 3.5 Series           | Interwetten.com           | 17                | 1                 | 1                 | 64                | 9.º               |
| 2007-08   | A1 Grand Prix                        | A1 Team México            | 2                 | 0                 | 0                 | 22†               | 16.º†             |
| 2008      | Fórmula Renault 3.5 Series           | Interwetten.com           | 15                | 1                 | 0                 | 61                | 9.º               |
| 2008      | Rolex Sports Car Series - DP         | Chip Ganassi Racing       | 1                 | 0                 | 0                 | 13                | 60.º              |
| 2008-09   | A1 Grand Prix                        | A1 Team México            | 8                 | 0                 | 0                 | 8†                | 13.º              |
| 2009      | Fórmula Renault 3.5 Series           | Interwetten.com Racing    | 2                 | 0                 | 0                 | 0                 | 35.º              |
| 2010      | Fórmula Renault 3.5 Series           | FHV Interwetten.com       | 2                 | 0                 | 0                 | 0                 | NC                |
| 2010      | NASCAR Mexico Series                 | HO Speed Racing           | 13                | 0                 | 1                 | 1400              | 23.º              |
| 2012      | NASCAR Toyota Series                 | Equipo Telcel             | 14                | 0                 | 0                 | 410               | 15.º              |
| 2014-15   | Fórmula E                            | Amlin Aguri               | 9                 | 0                 | 0                 | 13                | 21.º              |
| 2015-16   | Fórmula E                            | Trulli GP                 | 1                 | 0                 | 0                 | 0                 | 22.º              |
| 2015-16   | Fórmula E                            | Team Aguri                | 3                 | 0                 | 0                 | 0                 | 22.º              |
| 2018-19   | Jaguar I-Pace eTrophy                | Jaguar VIP Car            | 1                 | 0                 | 0                 | 0                 | NC‡               |
| 2020-21   | Fórmula E                            | NIO 333 FE Team           | Piloto de reserva | Piloto de reserva | Piloto de reserva | Piloto de reserva | Piloto de reserva |
| Fuente:   |                                      |                           |                   |                   |                   |                   |                   |

## Resultados

### Fórmula E
(Clave) (negrita indica pole position) (cursiva indica vuelta rápida)

| Año     | Equipo                | 1       | 2   | 3      | 4       | 5      | 6       | 7       | 8      | 9     | 10     | 11    | Pos. | Puntos |
| ------- | --------------------- | ------- | --- | ------ | ------- | ------ | ------- | ------- | ------ | ----- | ------ | ----- | ---- | ------ |
| 2014-15 | Amlin Aguri           | PEK     | PUT | PDE 16 | BUE DSQ | MIA 10 | LBH Ret | MON Ret | BER 16 | MOS 6 | LON 17 | LON 8 | 21.º | 13     |
| 2015-16 | Trulli Formula E Team | PEK DNP | PUT | PDE    |         |        |         |         |        |       |        |       | 22.º | 0      |
| 2015-16 | Team Aguri            |         |     |        | BUE Ret | MEX 15 | LBH 14  | PAR     | BER    | LON   | LON    |       | 22.º | 0      |
| Fuente: |                       |         |     |        |         |        |         |         |        |       |        |       |      |        |